# سرزمین خانه خورشید
سرزمین خانهٔ خورشید یک فیلم مستند قوم‌نگارانه است که توسط فرهاد ورهرام نوشته و کارگردانی شده‌است. این مستند در کنار پرداختن به قایق‌رانی در آب‌های رودخانهٔ سیروان، به نمایش طبیعت منطقهٔ هورامان و آداب و رسوم پیروان دین یارسان می‌پردازد و در کردستان ایران فیلم‌برداری شده‌است.

## طرح فیلم‌نامه
دو قایقران با قایق کایاک تصمیم می‌گیرند که سرچشمهٔ رودخانهٔ سیروان در منطقهٔ هورامان در استان کرمانشاه در کردستان ایران را تا مرز عراق طی کرده و با فرهنگ مردم این منطقه آشنا شوند.